# 지유가오카역 (아이치현)
지유가오카역(자유진구역, 일본어: 自由ヶ丘駅)은 일본 아이치현 나고야시 지쿠사구에 있는 철도역이다.

## 타는 곳
- 내리는 문의 방향: 왼쪽

| 1 | ■ 메이조 선 (내선 순환, 반시계방향) | 오조네・나고야조・사카에・가나야마 방면 |
| 2 | ■ 메이조 선 (외선 순환, 시계방향)   | 모토야마・야고토・아라타마바시 방면     |

## 역세권 정보
- 나고야 시영 지쿠사다이 단치
- 아이치 현 암(癌) 센터 중앙병원 및 연구소
- 편화 공원

## 역사
- 2003년 12월 13일: 메이조 선 연장 구간 개통에 따라 영업 개시.

## 인접역
| 나고야 시영 지하철 ■ 메이조 선        | 나고야 시영 지하철 ■ 메이조 선 | 나고야 시영 지하철 ■ 메이조 선    |
| ------------------------------------- | ------------------------------ | --------------------------------- |
| M 15 자야가사카 내선 순환, 반시계방향 |                                | 모토야마 M 17 외선 순환, 시계방향 |